# Antonio Leonardis
Antonio Leonardis (Gorizia, 16 maggio 1756 – Trieste, 14 gennaio 1830) è stato un vescovo cattolico italiano.

## Biografia
Studiò teologia a Graz, e, dopo aver completato gli studi, tornò a Gorizia dove fu ordinato sacerdote il 29 maggio 1779; successivamente ottenne la cattedra di teologia presso il seminario goriziano, incarico che mantenne fino al 1788, anno in cui l'arcidiocesi fu soppressa. Nel 1790 fu scelto come parroco decano di Lucinico; nel 1811 accompagnò a Parigi Baldassarre Francesco Rasponi, arcivescovo di Udine, da cui dipendeva Lucinico dopo la sua annessione al Regno d'Italia.
Il 4 marzo 1821 fu nominato vescovo di Trieste, confermato il 13 agosto successivo e consacrato a Gorizia il 6 gennaio 1822 dall'arcivescovo Joseph Walland, coadiuvato dai vescovi Emmanuele Lodi, O.P., e Pietro Carlo Ciani. Morì a Trieste il 14 gennaio 1830 all'età di settantaquattro anni.

### Opere
Nel 1820 compose un manuale di preghiere in friulano intitolato Traduzion in dialet gurizzan furlan del lis litaniis di dug i sanz, scritto con l'intenzione che fosse usato dal popolo friulano della sua diocesi. Nella introduzione il vescovo di Gorizia Walland, dopo aver constatato che sia la componente tedesca sia quella slovena della soppressa arcidiocesi goriziana avevano tradotto le preghiere nei rispettivi idiomi, si domandava perché anche il popolo friulano non potesse fare lo stesso. Esortava quindi i friulani della diocesi udinese a pregare nella propria lingua, perché in tal modo le preghiere sarebbero state più sentite, più devote e di conseguenza anche più utili e vantaggiose.
In qualità di vescovo di Trieste scrisse anche un Libellus dioecesanus, seu officia propria sanctorum dioecesis tergestinae, stampato a Venezia nel 1823.

## Genealogia episcopale
La genealogia episcopale è:
- Cardinale Scipione Rebiba
- Cardinale Giulio Antonio Santori
- Cardinale Girolamo Bernerio, O.P.
- Arcivescovo Galeazzo Sanvitale
- Cardinale Ludovico Ludovisi
- Cardinale Luigi Caetani
- Cardinale Ulderico Carpegna
- Cardinale Paluzzo Paluzzi Altieri degli Albertoni
- Cardinale Flavio Chigi
- Papa Clemente XII
- Cardinale Giovanni Antonio Guadagni, O.C.D.
- Cardinale Cristoforo Migazzi
- Vescovo Michael Léopold Brigido
- Arcivescovo Sigismund Anton von Hohenwart, S.I.
- Arcivescovo Augustin Johann Joseph Gruber
- Arcivescovo Joseph Walland
- Vescovo Antonio Leonardis